# Jack Zipes
Jack David Zipes (New York, 7 luglio 1937) è un germanista statunitense, studioso di letterature comparate, già professore di tedesco all'Università del Minnesota, noto per i suoi saggi e le sue lezioni sulle fiabe, sulla loro evoluzione, e sul ruolo politico e sociale che hanno avuto nella civiltà.

## Biografia

### Studi e incarichi accademici
Jack Zipes ottenne un Bachelor of Arts in scienze politiche nel 1959, e un  Master of Arts in Letteratura inglese e comparata alla Columbia University nel 1960. In seguito, ha studiato all'Università di Monaco nel 1962 e all'Università di Tubinga nel 1963. 
Ottenne un PhD in letteratura comparata alla Columbia University nel 1965. Zipes ha insegnato in varie istituzioni prima di assumere la guida del Dipartimento di studi germanici, scandinavi e olandesi all'Università del Minnesota.
Nel 1988 è stato destinatario di una Guggenheim Fellowship (Humanities-Folklore & Popular Culture).
Ha tradotto in inglese la raccolta completa delle fiabe dei Fratelli Grimm. Ha curato, inoltre, la pubblicazione di 42 fiabe inedite dei Fratelli Grimm.

## Funzione sociale delle fiabe
Secondo Zipes, le fiabe «svolgono una significativa funzione sociale, non solo per compensazione ma per rivelazione: i mondi proiettati dalle migliori fiabe rivelano lo scarto tra verità e falsità nella società a noi prossima». Le sue argomentazioni sono dichiaratamente fondate sulla teoria critica della Scuola di Francoforte e sulle più recenti teorie sull'evoluzione socioculturale.

## Opere

### Libri
- Breaking the Magic Spell: Radical Theories of Folk and Fairy Tales, 1979
  - Trad. it.: Spezzare l'incantesimo. Teorie radicali su fiabe e racconti popolari
- Fairy Tales and the Art of Subversion: The Classical Genre for Children and the Process of Civilization, 1985
- Chi ha paura dei fratelli Grimm? Le fiabe e l'arte della sovversione, Mondadori, 2006 ISBN 9788804559528
- The Complete Fairy Tales of Brothers Grimm, 1987
- Beauties, Beasts and Enchantments: Classic French Fairy Tales, 1989
- The Operated Jew, 1991
- Fairy Tale As Myth - Myth As Fairy Tale, 1994
- Creative Storytelling: Building Community/Changing Lives, 1995
- Happily Ever After: Fairy Tales, Children and the Culture Industry, 1997
- Sticks and Stones: The Troublesome Success of Children's Literature from Slovenly Peter to Harry Potter, 2000
- The Brothers Grimm: From Enchanted Forests to the Modern World, 2002
- Speaking Out: Storytelling and Creative Drama for Children, 2004
- Why Fairy Tales Stick: The Evolution and Relevance of a Genre, 2006
- The Irresistible Fairy Tale: The Cultural and Social History of a Genre, 2012
  - Trad. it.: La fiaba irresistibile. Storia culturale e sociale di un genere, Donzelli editore, 2011 ISBN 9788860367419
- Saggezza e follia del narrare. Teoria e pratica del contastorie, Conoscenza editore, 2011 ISBN 9788887540994
- Jacob e Wilhelm Grimm, Principessa Pel di topo e altre 41 fiabe da scoprire, Donzelli editore, 2012

### Curatele
- Don't Bet on the Prince: Contemporary Feminist Fairy Tales in North America and England, 1987
- Victorian Fairy Tales: The Revolt of the Fairies and Elves
- Fairy Tales and Fables from Weimer Days, 1990
- Spells of Enchantment: The Wondrous Fairy Tales of Western Culture, 1991
- The Trials and Tribulations of Little Red Riding Hood, 1993
- Outspoken Princess and the Gentle Knight: A Treasury of Modern Fairy Tales, 1994
- Yale Companion to Jewish Writing and Thought in German Culture, 1096-1996, 1997
- When Dreams Come True, 1998
- The Oxford Companion to Fairy Tales, 2000
- The Great Fairy Tale Tradition: From Straparola and Basile to the Brothers Grimm, 2001
- Italian Popular Tales, 2001
- Unlikely History: The changing German-Jewish Symbiosis, 1945-2000, 2002
- Spells of Enchantment: The Wondrous Fairy Tales of Western Culture
- Myth, Symbol, and Meaning in Mary Poppins Children's Literature and Culture, 2006
- The Oxford Encyclopedia of Children's Literature (4 Volume Set), 2006
- Beauties, Beasts and Enchantments: Classic French Fairy Tales, 2009
- The Enchanted Screen: The Unknown History of Fairy Tale Films, 2010
- Tales for Little Rebels: A Collection of Radical Children's Literature